# Amina Boschetti
Giacomina Boschetti, meglio conosciuta come Amina Boschetti (Milano, 1836 – Portici, 2 gennaio 1881), è stata una ballerina italiana. Fu tra le principali ballerine romantiche della sua epoca.

## Biografia
Figlia di un ufficiale dell'esercito austriaco, ancora bambina danzò in degli spettacoli di Maria Taglioni e di Fanny Cerrito. I genitori la iscrissero alla scuola di ballo diretta da Carlo Blasis, e fece il suo esordio da prima ballerina nel 1848, a soli 12 anni, al Teatro Re.
Nel 1849 firmò un contratto di due anni con l'impresario Domenico Ronzani, e con la sua compagnia girò l'Europa, esibendosi tra l'altro a Barcellona, Trieste, Firenze, e Vienna. Nel 1852 fece il suo esordio alla Scala, e nel 1856 venne scritturata all'His Majesty's Theatre di Londra, dove trascorse varie stagioni. Nel 1864 fu per alcuni mesi prima ballerina all'Opéra di Parigi, e successivamente ebbe grande successo al Théâtre de la Monnaie di Bruxelles e al Teatro Argentina a Roma.
Dopo un temporaneo ritiro alla fine del decennio, nell'ultimo lustro della sua vita tornò ad esibirsi, sempre con grande successo, al Teatro San Carlo di Napoli, al Teatro Carlo Felice di Genova e al Teatro Apollo di Roma. Morì per le conseguenze di un attacco cardiaco nella sua villa di Portici nel 1881.
Charles Baudelaire le dedicò un sonetto, Sur les débuts d'Amina Boschetti au théâtre de la Monnaie, à Bruxelles, in seguito incluso nella raccolta I fiori del male. Fu a lungo amante del principe Luigi di Borbone, fratello del re Ferdinando II delle Due Sicilie.